# Price-Nunatak
Der Price-Nunatak ist ein 1162,5 m hoher Nunatak im ostantarktischen Mac-Robertson-Land. In den Framnes Mountains ragt er am nördlichen Ende des Tritoppen 5 km südlich des Mount Burnett auf.
Norwegische Kartografen kartierten ihn anhand von Luftaufnahmen, die bei der Lars-Christensen-Expedition 1936/37 entstanden. Das Antarctic Names Committee of Australia (ANCA) benannte ihn nach Harold L. Price, leitender Dieselmotormechaniker auf der Mawson-Station im Jahr 1959.